# Mary Spio
 (novembre 2024).
Mary Spio est une ingénieure en aérospatiale et entrepreneure américaine d'origine ghanéenne, présidente directrice générale de l'entreprise de réalité virtuelle Next Galaxy.

## Biographie

### Origines et éducation
Mary nait de parents ghanéens à Syracuse dans l'Etat de New York aux États-Unis. Elle rentre avec ses parents au Ghana où elle poursuit ses études secondaires à la Holy Child High School à Cape Coast. À l'âge de 16 ans, elle retourne dans sa région natale, Syracuse. En 1998, elle fréquente l'Université de Syracuse où elle obtient un baccalauréat en génie électrique. Ensuite, elle poursuite ses études à Georgia Institute of Technology pour devenir titulaire d'une maîtrise en génie électrique et en informatique.

### Carrière professionnelle
Elle exerce dans l’armée de l’air américaine pendant six ans en tant que technicienne en communication à large bande et par satellite. Elle rejoint, après, une entreprise de communications par satellite où elle conçoit et lance des satellites dans l’espace dans le cadre d’un projet de la NASA. Elle devient, ainsi, responsable des systèmes de communication par satellite pour la Boeing Corporation.
En 2015, elle fonde la plateforme de réalité virtuelle Next Galaxy qui opère comme un service de streaming pour des événements virtuels. Elle permet d’organiser des événements en direct et aide les créateurs de contenu à interagir avec leurs fans et utilisateurs par des moyens virtuels, tels que des casques de réalité virtuelle, des consoles de jeu, des téléphones portables, des tablettes, des ordinateurs de bureau, des ordinateurs portables et des téléviseurs intelligents. La plateforme s’étend ensuite à l’application CEEK VR et au site Web CEEK.

## Œuvres littéraires
Spio est également une  écrivaine et signe It's Not Rocket Science: 7 Game-Changing Traits for Uncommon Success (« Pas besoin d'être un génie pour réussir : 7 clés pour changer la donne »), un livre d'auto-assistance publié, en 2015, et A Song for Carmine, un roman d'amour-romance. Elle contribue également à Chicken Soup for the Soul. Mary Spio est également en 2020 l'une des principales conférencières de la conférence internationale Women in Tech, où elle partage ses idées sur la réalité virtuelle et ses applications futures.